# 米神健
米神 健 (こめかみ たけし、1946年または1947年 - ) は、日本の地方公務員。広島市経済局長、同市道路交通局長、同市副市長を歴任。瑞宝小綬章受章。

## 人物・経歴
広島市役所に入庁し、2000年 (平成12年) 7月 北谷重幸の後任として都市整備局長、2003年4月 同職を松井正治と交代し長谷川順の後任として経済局長、2004年6月 同職を濱本康男と交代し池上義信の後任として道路交通局長。2006年6月 同市監査委員。
2007年7月 監査委員を辞職し山田康の後任として広島市副市長に就任。2009年11月 国際記念物遺跡会議 (略称・イコモス) のグスタボ・アローズ会長が同市の広島平和記念公園を訪れた際に「周辺に高層ビルがあり、静かに平和について考える場が損なわれている」との見解を示した。米神は「ドーム周囲の建物の高さを制限する条例をつくろうとしているが、繁華街との接点で反対もある」と事情を説明した。同年9月にロシア・ヴォルゴグラード、2010年10月に中国・重慶市のイベントに参加するなど同市とその姉妹都市との交流に貢献。2011年6月 佐々木敦朗と荒本徹哉を後任として三宅吉彦とともに任期満了退任。

## 栄典
2021年11月 令和3年秋の叙勲で地方自治功労により瑞宝小綬章を受章